# How I Met Your Mother (3.ª temporada)
A terceira temporada da série de comédia televisiva americana How I Met Your Mother estreou em 24 de setembro de 2007 e terminou em 19 de maio de 2008. Consistiu em 20 episódios, cada um com aproximadamente 22 minutos de duração. A CBS transmitiu a terceira temporada nas noites de segunda-feira às 20:00 nos Estados Unidos até 10 de dezembro de 2007, quando a temporada foi interrompida pela greve dos roteiristas. Quando a temporada retornou em 17 de março de 2008, voltou às 20:30. A terceira temporada completa foi lançada no DVD da região 1 em 7 de outubro de 2008.

## Sinopse
Barney começa a temporada com a palavra "...dário!". Robin retorna de uma viagem à Argentina com seu novo namorado, Gael (Enrique Iglesias), e Ted deve se ajustar à vida como apenas um amigo dela, enquanto assistia a bajulação de Robin e Gael. Marshall e Lily decidem se mudar por conta própria, se apaixonando por um lugar que não podem pagar. Robin descobre a enorme dívida dos cartões de crédito de Lily devido a sua compra compulsiva de marcas de grife, e força Lily a dizer a Marshall. Apesar disso, eles são capazes de finalmente, assegurar o apartamento de seus sonhos, só para descobrir que ele está em uma localização ruim e mais mal construído do que eles pensavam (o piso é inclinado). Barney leva um tapa pela terceira vez em Ação de Graças, apelidado por Marshall de "Slapsgiving ".
Ted diz a seus filhos que ele conheceu sua mãe através de uma história a respeito de seu guarda-chuva amarelo. Ele encontra o guarda-chuva em um clube e leva para casa depois de participar de uma festa de Dia de São Patrício onde sua futura esposa estava, embora eles não se encontram. Ted tenta conquistar Stella (Sarah Chalke, uma dermatologista que ele vê para remover uma tatuagem de borboleta embaraçosa. Isso culmina em um memorável "encontro de dois minutos", que incorpora uma pequena conversa, jantar, um filme, café, duas voltas de táxi, e um beijo de boa noite, tudo dentro de dois minutos. Robin dorme com Barney depois que ele a conforta após um rompimento com um amor do passado canadense; Ted fica furioso e decide parar de ser amigo de Barney. Enquanto isso, uma mulher desconhecida começa a sabotar as tentativas de Barney para conquistar outras mulheres. Sua sabotadora é revelada ser Abby (Britney Spears), recepcionista de Stella, com uma vingança contra ele por não falar mais com ela depois que eles fizeram sexo.
No final da temporada, Ted sofre um acidente de carro e acaba no hospital. Em seguida Barney é atropelado por um ônibus no caminho para visitá-lo e acaba recebendo tratamento no mesmo hospital. Ted percebe que Barney realmente se preocupa com ele e renova sua amizade. É revelado que Barney tem verdadeiros sentimentos por Robin, enquanto Ted pede Stella em casamento em um arcade.

## Elenco e personagens
| - Josh Radnor como Ted Mosby - Jason Segel como Marshall Eriksen - Cobie Smulders como Robin Scherbatsky - Neil Patrick Harris como Barney Stinson - Alyson Hannigan como Lily Aldrin - Bob Saget (não creditado) como Futuro Ted Mosby (apenas voz) - Lyndsy Fonseca como Penny Mosby - David Henrie como Luke Mosby - Charlene Amoia como Wendy, a garçonete - Sarah Chalke como Stella - Marshall Manesh como Ranjit - Bryan Callen como Bilson | - Britney Spears como Abby - Enrique Iglesias como Gael - Maggie Wheeler como Margaret - April Bowlby como Meg - John Cho como Jefferson Coatsworth - Mandy Moore como Amy - James Van Der Beek como Simon - Heidi Klum como ela mesma - Orson Bean como Bob - Lindsay Price como Cathy - Kristen Schaal como Laura Girard - Abigail Spencer como Blah Blah - Alan Thicke como ele mesmo - Doug Benson como Cara legal da alfândega - Danica McKellar como Trudy - Bob Odenkirk como Arthur Hobbs |

## Episódios
| N.º na série | N.º na temp. | Título                    | Dirigido por  | Escrito por                              | Exibição original      | Cód. de produção | Audiência (milhões) |
| --- | ------------ | ------------------------- | ------------- | ---------------------------------------- | ---------------------- | ---------------- | ------------------- |
| 45 | 1            | "Wait for It"             | Pamela Fryman | Carter Bays e Craig Thomas               | 24 de setembro de 2007 | 3ALH01           | 8,12                |
| Ted fica com vergonha de ver Robin com um novo namorado e decide ir atrás de mulheres com Barney. Enquanto isso, Lily e Marshall se apaixonam pelo namorado de Robin, Gael. No dia seguinte, Ted se encontra com Robin: os dois fazem as pazes e voltam a ser amigos. Marshall liga para Barney e mostra um site, onde há uma contagem regressiva: o tempo restante para seu terceiro tapa. |              |                           |               |                                          |                        |                  |                     |
| 46 | 2            | "We're Not from Here"     | Pamela Fryman | Chris Harris                             | 1 de outubro de 2007   | 3ALH02           | 7,88                |
| Depois de ver as garotas desmaiarem com o namorado de Robin, Gael, por causa de seu charme estrangeiro, Barney e Ted fingem ser de fora da cidade para conhecer garotas. Marshall e Lily escrevem cartas que devem ser lidas após a morte deles. |              |                           |               |                                          |                        |                  |                     |
| 47 | 3            | "Third Wheel"             | Pamela Fryman | David Hemingson                          | 8 de outubro de 2007   | 3ALH04           | 7,96                |
| Ted se encontra com Trudy, uma garota com quem alguns anos antes ele teve uma breve história de uma noite. Então, uma amiga a alcança as duas querem levar Ted para a cama, que não recusa, mas não sabe qual das duas escolher; no final, ambas oferecem a ele um trio. Ted está muito empolgado, ele imediatamente liga para Barney, pois os dois se desafiaram dizendo que quem fizesse algo assim primeiro teria vencido o cinturão de campeão (Barney está dando um cinturão de luta livre, comprado especialmente para ocasião). No final, no momento crucial, porém, ele está muito tenso e considera abandonar a ideia, pois o pensamento de fazer o dobro do trabalho o faz temer que não o faça; no final, no entanto, o próprio Barney (que antes de Ted já havia se recusado a fazer isso pelo mesmo medo) o encoraja e Ted decide se medir nesse "desafio". No final do episódio, Barney pergunta a Ted se ele conseguiu ou não, no entanto, Ted não responde sim ou não, mantendo-o em suspense e deixando seu amigo desesperado por curiosidade. Enquanto isso, Robin tem que se depilar, depois de não fazer isso há muito tempo, porque ele conheceu um cara legal.                                  |              |                           |               |                                          |                        |                  |                     |
| 48 | 4            | "Little Boys"             | Rob Greenberg | Kourtney Kang                            | 15 de outubro de 2007  | 3ALH03           | 7,71                |
| Robin namora um pai solteiro e, para sua surpresa, se relaciona com o filho do homem, o que faz com que ela se preocupe com o fato de o relacionamento ser muito sério. Enquanto isso, Ted e Barney competem para ver quem tem mais 'jogo'. |              |                           |               |                                          |                        |                  |                     |
| 49 | 5            | "How I Met Everyone Else" | Pamela Fryman | Gloria Calderon Kellett                  | 22 de outubro de 2007  | 3ALH05           | 8,50                |
| Ted conhece uma garota (cujo nome ela não lembra mais, simplesmente a chama de "Bla-Bla") pela Internet; no entanto, ela tem vergonha de revelar seu verdadeiro local de encontro para os amigos dele, então os dois inventam que eles se conheceram em um lugar lotado. Isso fornece o ponto de partida para contar, por sua vez, como todos eles se conheceram: - Marshall e Lily se conheceram quando ela procurava alguém para consertar o aparelho de som; - Ted e Marshall se conheceram quando eram calouros na faculdade; - Ted e Barney se conheceram no banheiro de MacLaren; - Ted e Robin se conheceram na MacLaren no primeiro episódio; - Ted e Lily se conheceram na reunião de calouros da faculdade. Ted está convencido de que ele ficou com Lily naquela noite, mas no final do episódio será descoberto que, na realidade, as coisas não foram assim; - Barney e Marshall se conheceram no bar quando Barney quis instigar Marshall a trair Lily com uma garota que havia acabado de entrar no bar. Sem saber, no entanto, que aquela era sua noiva Lily, Barney fica surpreso que, assim que ele chega, Marshall imediatamente beija Lily, tanto que, até que ele saiba a verdade, ele o venera. |              |                           |               |                                          |                        |                  |                     |
| 50 | 6            | "I'm Not That Guy"        | Pamela Fryman | Jonathan Groff                           | 29 de outubro de 2007  | 3ALH06           | 8,55                |
| Marshall, apesar de ter sido admitido em uma agência ambiental, concorda em trabalhar em outra agência, que é, no entanto, contra o meio ambiente. Felizmente, seu trabalho é apenas monitorar o recinto de feiras de Tuckahoe Funland. Enquanto isso, Barney descobre que um famoso ator pornô tem o mesmo nome e sobrenome de Ted, e este decide investigar. |              |                           |               |                                          |                        |                  |                     |
| 51 | 7            | "Dowisetrepla"            | Pamela Fryman | Brenda Hsueh                             | 5 de novembro de 2007  | 3ALH07           | 8,77                |
| Lily e Marshall tomam uma série de decisões irresponsáveis ao comprar um apartamento no bairro "Dowisetrepla", enquanto Barney aproveita essa oportunidade para se relacionar com mulheres sem revelar seu endereço. Marshall descobre sobre o segredo de Lily. |              |                           |               |                                          |                        |                  |                     |
| 52 | 8            | "Spoiler Alert"           | Pamela Fryman | Stephen Lloyd                            | 12 de novembro de 2007 | 3ALH08           | 8,58                |
| Ted conhece Cathy: uma garota que parece perfeita para ele, mas quando ele a apresenta a seus amigos, eles dizem que ela fala demais, percebendo apenas naquele momento. A partir desse momento, os defeitos que têm os protagonistas aparecem: - Lily mastiga alto; - Marshall costuma fazer músicas sobre o que está fazendo; - Ted corrige as frases gramaticalmente; - Robin costuma pronunciar a palavra "literalmente"; - Barney costuma falar com voz mais fina, apenas diz frases e, às vezes, não ouve os discursos que outras pessoas lhe dão. Ao mesmo tempo, Marshall procura a senha para acessar os resultados do exame que fez para se tornar advogado e, quando amigos o lembram, ele descobre que foi aprovado. |              |                           |               |                                          |                        |                  |                     |
| 53 | 9            | "Slapsgiving"             | Pamela Fryman | Matt Kuhn                                | 19 de novembro de 2007 | 3ALH09           | 8,06                |
| Lily tem a intenção de organizar uma excelente festa de Ação de Graças para passar entre amigos, mesmo que Bob, a nova chama de Robin, esteja entre eles. Marshall está pronto, às 15h01 daquele dia, para dar outro tapa em Barney, a quem ele também dedica uma música, "Um tapa que eu te dei" (no original You Just Got Slapped ). Durante os preparativos, Ted e Robin acabam na cama juntos, depois voltam a ser amigos como antes. |              |                           |               |                                          |                        |                  |                     |
| 54 | 10           | "The Yips"                | Pamela Fryman | Jamie Rhonheimer                         | 26 de novembro de 2007 | 3ALH10           | 7,91                |
| Os protagonistas decidem ingressar na academia e lá Barney encontra Rhonda, a primeira mulher com quem ele fez sexo. Quando Barney descobre que ela não gostou tanto quanto ele acreditava naquela ocasião, ela entra em depressão e começa a falhar com as mulheres. Então, para voltar ao normal, ele vai para a cama com aquela mulher, satisfazendo-a completamente e voltando a ser o habitual Barney. |              |                           |               |                                          |                        |                  |                     |
| 55 | 11           | "The Platinum Rule"       | Pamela Fryman | Carter Bays e Craig Thomas               | 10 de dezembro de 2007 | 3ALH11           | 8,49                |
| Quando Ted decide sair com sua médica, Barney lembra sua regra pessoal de platina: consiste em não se apaixonar por pessoas próximas, do seu dia a dia, dadas as falhas que Barney teve com a garçonete Wendy, Marshall e Lily com os novos vizinhos e Robin com o novo colega. Mas Barney não consegue convencê-lo e ele sai de qualquer maneira. |              |                           |               |                                          |                        |                  |                     |
| 56 | 12           | "No Tomorrow"             | Pamela Fryman | Carter Bays e Craig Thomas               | 17 de março de 2008    | 3ALH12           | 9,73                |
| É o dia de São Patrício e Barney convence Ted a sair com ele, inventando que as profecias de Nostradamus se tornaram realidade e o que estão experimentando é o último dia de sua existência. Enquanto isso, Marshall e Robin descobrem que o novo apartamento dos noivos é torto e eles não sabem como contar a Lily. |              |                           |               |                                          |                        |                  |                     |
| 57 | 13           | "Ten Sessions"            | Pamela Fryman | Chris Harris, Carter Bays e Craig Thomas | 24 de março de 2008    | 3ALH14           | 10,67               |
| Tendo finalmente decidido remover a tatuagem embaraçosa, Ted vai até Stella, uma médica que a removerá em dez sessões. Durante esse tempo, Ted tenta conquistá-la, enquanto a assistente da médica, Abby, tenta conquistar seu coração. |              |                           |               |                                          |                        |                  |                     |
| 58 | 14           | "The Bracket"             | Pamela Fryman | Joe Kelly                                | 31 de março de 2008    | 3ALH13           | 9,50                |
| Todas as garotas em que Barney dá em cima estranhamente lhe dão um tapa, então ele vai ao fundo do assunto, descobrindo que uma das muitas garotas que ele seduziu e abandonou informa as novas conquistas. Então Barney faz um gráfico onde ele lista as 64 mulheres mais prováveis de fazer isso. Lily o apoia, apenas para ver Barney finalmente se desculpar com uma mulher. |              |                           |               |                                          |                        |                  |                     |
| 59 | 15           | "The Chain of Screaming"  | Pamela Fryman | Carter Bays e Craig Thomas               | 14 de abril de 2008    | 3ALH15           | 7,99                |
| Marshall é repreendido no local de trabalho por seu superior, Arthur. Para lhe ensinar uma lição, a décima terceira lei de Barney segue: O circulo do grito, que explica que se um superior grita com algum inferior, é porque esse superior foi objeto, por sua vez, de gritos de um de seus superiores. Infelizmente, Marshall começa a gritar com um superior em vez de um inferior, tendo o efeito de ser demitido. Enquanto isso, Ted compra um carro novo, que ele renuncia dando o dinheiro da venda a Marshall para ajudá-lo em sua situação. |              |                           |               |                                          |                        |                  |                     |
| 60 | 16           | "Sandcastles in the Sand" | Pamela Fryman | Kourtney Kang                            | 21 de abril de 2008    | 3ALH16           | 8,45                |
| Robin volta a se reunir com Simon, seu primeiro amor, e também co-estrela do videoclipe de Robin "Sand Castles on the Sand", que a havia deixado por outra. Quando Simon a deixa novamente, ocorre uma reviravolta: Robin é consolada por Barney, acabando indo para a cama com ele depois de assistir ao videoclipe em sua casa. |              |                           |               |                                          |                        |                  |                     |
| 61 | 17           | "The Goat"                | Pamela Fryman | Stephen Lloyd                            | 28 de abril de 2008    | 3ALH17           | 8,84                |
| Ted faz 30 anos e amigos estão preparando uma festa surpresa para ele. Lily convida um pastor que leva Missy, uma cabra, para a escola. Involuntariamente, o pastor revela que a cabra será morta em breve para nos fazer carne, então as crianças assustadas pedem a Lily para que ela não a deixe morrer. Então ela leva Missy para casa. Enquanto isso, Robin e Barney tentam manter sua noite de sexo em segredo, mas não podem, dando assim a Ted as más notícias em seu aniversário. Ted perdoa Robin, mas não Barney, então os dois deixam de ser amigos. No final, Missy também comparece à festa, com um chapéu na cabeça. |              |                           |               |                                          |                        |                  |                     |
| 62 | 18           | "Rebound Bro"             | Pamela Fryman | Jamie Rhonheimer                         | 5 de maio de 2008      | 3ALH18           | 8,36                |
| Barney procura um substituto para Ted e o encontra em Randy, um colega muito infeliz com mulheres, que, graças à ajuda de Barney, consegue pegar uma garota. Enquanto isso, Stella e Ted querem fazer sexo, mas Ted descobre que ela não faz isso há 5 anos, desde 2003 e conta isso para seus melhores amigos. Quando Stella descobre, ela fica com raiva, mas tudo dá certo. |              |                           |               |                                          |                        |                  |                     |
| 63 | 19           | "Everything Must Go"      | Pamela Fryman | Jonathan Groff e Chris Harris            | 12 de maio de 2008     | 3ALH19           | 8,93                |
| Para consertar sua nova casa, Marshall decide vender as roupas de grife de Lily, mas ela não concorda. Lily pensa em vender suas pinturas por 500 dólares cada e acaba vendendo uma, para a surpresa de Marshall. Infelizmente, o casal que comprou a pintura estava interessado apenas na moldura, então eles jogaram a pintura na lixeira, onde depois de um veterinário encontra a pintura e a leva para seu consultório, que inesperadamente hipnotizou os cães. Marshall e Lily decidem vender as pinturas para veterinários via internet, fazendo uma fortuna. Enquanto isso, Barney e a garota misteriosa, que acaba sendo Abby, mostram a Ted o quão ridículo é ser em um casal como ele. |              |                           |               |                                          |                        |                  |                     |
| 64 | 20           | "Miracles"                | Pamela Fryman | Carter Bays e Craig Thomas               | 19 de maio de 2008     | 3ALH20           | 7,99                |
| Ted termina com Stella porque, de repente, ele entende que a vida de casado com alguém que já tem um filho não é a das melhores. Quando ele está em um táxi, ele se envolve em uma batida e acaba no hospital. Lá Stella vai visitá-lo, mas ela fica lá por um curto período de tempo, na verdade ela não tinha entendido que Ted a havia deixado. Por outro lado, Barney corre para o ex-amigo, mas no caminho ele é atropelado por um ônibus, terminando no mesmo hospital que Ted. Lá os dois se reconciliam. Eventualmente, Barney percebe que está apaixonado por Robin. Ted, arrependido, vai até Stella e pede que ela se case com ele. |              |                           |               |                                          |                        |                  |                     |

## Recepção
A terceira temporada de How I Met Your Mother foi recebida com críticas positivas. Michelle Zoromski, da IGN, deu uma crítica positiva à temporada e disse que "a temporada foi divertida e inteligente, com um fluxo bom e consistente das duas primeiras temporadas".

## Lançamento em DVD
| How I Met Your Mother: The Legendary Season 3                                                            | | | | | | | | |
| Detalhes do conjunto                                                                                     | Detalhes do conjunto                                                                                     | Detalhes do conjunto                                                                                     | Detalhes do conjunto                                                                                     | Características especiais | Características especiais | Características especiais | Características especiais | Características especiais |
| - 20 Episódios - 3 Discos - Inglês (Dolby Digital 5.1 Surround) - Legendas em inglês, espanhol e francês | - 20 Episódios - 3 Discos - Inglês (Dolby Digital 5.1 Surround) - Legendas em inglês, espanhol e francês | - 20 Episódios - 3 Discos - Inglês (Dolby Digital 5.1 Surround) - Legendas em inglês, espanhol e francês | - 20 Episódios - 3 Discos - Inglês (Dolby Digital 5.1 Surround) - Legendas em inglês, espanhol e francês | - comentários em 7 episódios - uma retrospectiva da série - Vídeos da lua de mel de Lily e Marshall - cast favorites - bastidores de "We're Not From Here" - 6 cenas "How It Really Happened" - 2 videoclipes ("You Just Got Slapped" e "Sandcastles in the Sand") - Faixa de áudio "Ted Mosby Is A Jerk" - Bloopers | - comentários em 7 episódios - uma retrospectiva da série - Vídeos da lua de mel de Lily e Marshall - cast favorites - bastidores de "We're Not From Here" - 6 cenas "How It Really Happened" - 2 videoclipes ("You Just Got Slapped" e "Sandcastles in the Sand") - Faixa de áudio "Ted Mosby Is A Jerk" - Bloopers | - comentários em 7 episódios - uma retrospectiva da série - Vídeos da lua de mel de Lily e Marshall - cast favorites - bastidores de "We're Not From Here" - 6 cenas "How It Really Happened" - 2 videoclipes ("You Just Got Slapped" e "Sandcastles in the Sand") - Faixa de áudio "Ted Mosby Is A Jerk" - Bloopers | - comentários em 7 episódios - uma retrospectiva da série - Vídeos da lua de mel de Lily e Marshall - cast favorites - bastidores de "We're Not From Here" - 6 cenas "How It Really Happened" - 2 videoclipes ("You Just Got Slapped" e "Sandcastles in the Sand") - Faixa de áudio "Ted Mosby Is A Jerk" - Bloopers | - comentários em 7 episódios - uma retrospectiva da série - Vídeos da lua de mel de Lily e Marshall - cast favorites - bastidores de "We're Not From Here" - 6 cenas "How It Really Happened" - 2 videoclipes ("You Just Got Slapped" e "Sandcastles in the Sand") - Faixa de áudio "Ted Mosby Is A Jerk" - Bloopers |
| Data de lançamento                                                                                       | | | | | | | | |
| Região 1                                                                                                 | Região 1                                                                                                 | Região 1                                                                                                 | Região 2                                                                                                 | Região 2 | Região 2 | Região 4 | Região 4 | Região 4 |
| 7 de outubro de 2008                                                                                     | 7 de outubro de 2008                                                                                     | 7 de outubro de 2008                                                                                     | 10 de maio de 2010                                                                                       | 10 de maio de 2010 | 10 de maio de 2010 | 11 de fevereiro de 2009 | 11 de fevereiro de 2009 | 11 de fevereiro de 2009 |